# Eckart Viehweg

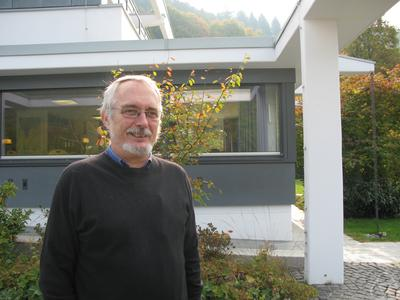
Eckart Viehweg 2009 in Oberwolfach

Eckart Viehweg (* 30. Dezember 1948 in Zwickau; † 30. Januar 2010 in Essen) war ein deutscher Mathematiker. Er hatte eine Professur für Algebraische Geometrie an der Universität Duisburg-Essen.
1975 promovierte Viehweg an der Universität Mannheim bei Herbert Popp (Invarianten der degenerierten Fasern von lokalen Familien von Kurven), und 1980 habilitierte er sich in Mannheim, wo er 1975 bis 1982 Assistent war. 1982 bis 1984 war er Heisenberg Fellow. Seit 1984 war er Professor an der Universität Duisburg-Essen. 2010 starb er an Krebs.
1986 war er Gastredner auf dem Internationalen Mathematikerkongress in Berkeley (Vanishing theorems and positivity in algebraic fibre spaces). 2003 erhielt er zusammen mit seiner Ehefrau Hélène Esnault den Leibnizpreis.
Ein Verschwindungssatz für Kohomologiegruppen von bestimmten Geradenbündeln auf komplexen projektiven Mannigfaltigkeiten ist nach ihm und Yūjirō Kawamata benannt.
Seit 2009 war er Mitglied der Leopoldina. 2009 wurde er Ehrendoktor der Vietnamesischen Akademie für Wissenschaft und Technik in Hanoi.
Er war Mitherausgeber des Journal für die reine und angewandte Mathematik (1996 bis 2009), des Journal of Algebraic Geometry und der Annales de l’École Normale Supérieure.

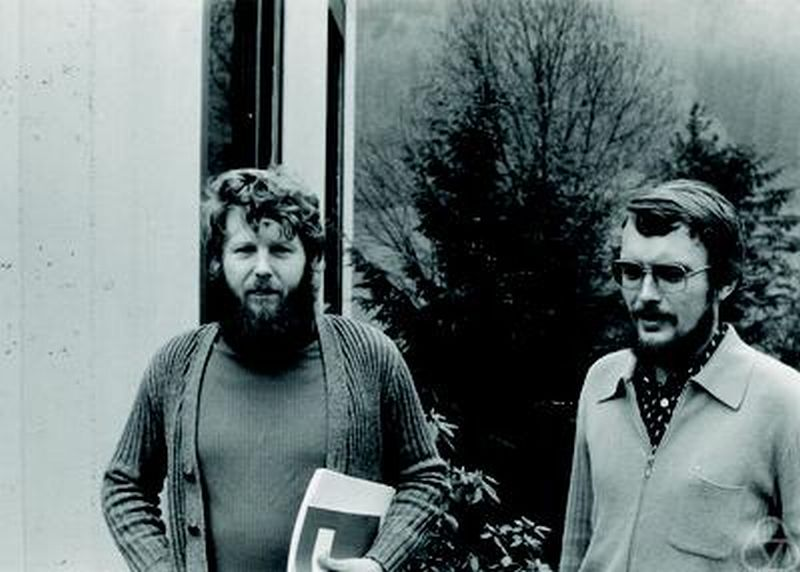
Viehweg (rechts) mit Eberhard Freitag, Oberwolfach 1977

## Schriften
- mit Hélène Esnault: Lectures on Vanishing Theorems, Birkhäuser 1992 (Buch: PDF, 1.3 MB)
- Quasi-projective Moduli for Polarized Manifolds, Ergebnisse der Mathematik und ihrer Grenzgebiete, Springer 1995, (PDF, 1.5 MB)
- Vanishing theorems, Journal für die reine und angewandte Mathematik, Band 335, 1982, S. 1–8